# San Vicente y las Granadinas en los Juegos Paralímpicos de Tokio 2020
San Vicente y las Granadinas estuvo representada en los Juegos Paralímpicos de Tokio 2020 por un deportista masculino. El equipo paralímpico sanvicentino no obtuvo ninguna medalla en estos Juegos.